# まんがことわざ事典
『まんがことわざ事典』（まんがことわざじてん）は電通が企画し、テレビ東京（1981年9月までは東京12チャンネル）と土田プロダクションが共同製作したテレビアニメである。製作局のテレビ東京では1980年10月11日から1982年6月27日まで放送された。

## 概要
ある町に科学者の難邪博士と大家族の山野一家、そして山野一家を利用して、博士の地所を狙う悪徳不動産屋の土賀一家がいる。それらが繰り出す騒動を難邪博士が、ことわざの知識で解決するホームコメディ教養アニメである。
本作は『サザエさん』のように複数の短編からなるオムニバス形式のアニメである。30分で2話または3話を放送する方式が主流の中、本作は30分で4話を放送していた。

## 放送時間
いずれも日本標準時、テレビ東京での放送時間。
- 土曜 19:30 - 20:00 （1980年10月11日 - 1981年3月）
- 日曜 09:00 - 09:30 （1981年4月 - 1982年6月27日[注 1]）

## 主な登場人物
難邪 問左ェ門（なんじゃ もんざえもん）博士
本作の主人公的存在の科学者。様々な事柄をことわざで解説する。山野家に間借りしている。60歳。
山野（やまの）一家
難邪博士の近所に住む、フクロウ・トキ夫婦を長とした大家族。名前は全て鳥に由来している。ことわざの解説シーンにも登場する。
山野 フクロウ
山野一家の主にして長老。難邪博士とは昔は親友だったが、現在は邪魔者扱いしており、それを金造に利用されている。60歳。
山野 トキ
フクロウの妻。57歳。
山野 タカオ
フクロウ・トキ夫婦の長男。35歳。
山野 ツグミ
タカオの妻。32歳。
山野 ツルオ
次男でサラリーマン。31歳。
山野 チドリ
長女。解説シーンが終わった後に登場し、難邪博士とことわざに関して会話するシーンが多く、日常場面では山野家では一番多く登場する副主人公的存在。ズボン着用が多く、スカート姿は少ない。19歳。
山野 カモサブロウ
三男で学生。15歳。
山野 カッコ
タカオ・ツグミ夫婦の子供（つまりフクロウ・トキ夫婦の孫にして、ツルオ・チドリ・カモサブロウの甥&姪）の長女。10歳。
山野 ガンタ
タカオ・ツグミの長男にして、カッコの弟。7歳。
山野 ハトコ
タカオ・ツグミの次女にして、一家の末っ子。5歳。
土賀 金造（つちが きんぞう）
難邪博士と山野家の近所に所在する悪徳不動産屋。難邪博士を立ち退かせてビルを建てようと企んでおり、その野望のためにフクロウを利用している。妻子有り。解説シーンにも登場する。50歳。

## キャスト
- 難邪博士 - 宮内幸平
- フクロウ - 八奈見乗児
- トキ - 野村道子
- タカオ - 野田圭一
- ツグミ - 増山江威子
- ツルオ - 佐藤正治
- チドリ - 杉山佳寿子
- カモサブロウ - はせさん治
- カッコ - 中野聖子
- ガンタ - 間嶋里美
- ハトコ - 三田ゆう子
- 金造 - 雨森雅司

## スタッフ
- 企画 - 坂梨港（電通）
- 監修 - 長野千寿（上越教育大学学長）
- プロデューサー - 江津兵太（東京12チャンネル→テレビ東京）、坂梨港（電通）、篠原通男（電通）、茂垣弘道（土田プロダクション）
- チーフディレクター - 近藤英輔
- キャラクターデザイン - 光延博愛
- 作画監督 - 谷田部雄次
- 作画監督助手 - 並木正人
- 美術監督 - 古谷彰、小川一衛
- 色指定 - 小杉峰代
- 撮影監督 - 金子仁（東京アニメーション・フィルム）
- 撮影助手 - 角原幸枝、高橋明彦、小池彰、清水達正
- 編集 - 岡安肇、小野寺桂子
- 現像 - 東京現像所
- 音楽 - すぎやまこういち、高田弘
- 音響監督 - 藤山房延
- 音響効果 - 南部満治
- 録音調整 - 村田弘之
- 録音スタジオ - ニュージャパンスタジオ
- 制作デスク - 別府幸司
- キャスティング協力 - 青二プロダクション
- 企画協力 - 電通
- 製作 - 東京12チャンネル→テレビ東京、土田プロダクション

### 各話スタッフ
- 脚本 - 多地映一、雨宮雄児、伊東恒久、山崎晴哉、大川久男、田代淳二、福野井英司、吉田喜昭、渡辺臣蔵、吉田健次郎、他
- 絵コンテ、演出 - 吉田健次郎、近藤英輔、古川順康、福原悠一、小華和ためお、原田益次、岡本達也、樋口雅一、谷田部雄次、矢沢則夫、クニ・トシロウ、秦泉寺博、秦義人、他

## 主題歌
CBS・ソニーから、本作の主題歌を収めたEPレコードがリリースされた。
オープニングテーマ「今日もピカピカ」
作詞 - 岡田冨美子 / 作曲 - すぎやまこういち / 編曲 - 高田弘 / 歌 - 子門真人、サカモト児童合唱団
エンディングテーマ「四季の手紙」
作詞 - 岡田冨美子 / 作曲 - すぎやまこういち / 編曲 - 高田弘 / 歌 - 子門真人

## 放送局

### 1982年4月時点
- テレビ東京（製作局）
- 福島テレビ：土曜 6:15 - 6:45[3]
- 信越放送：土曜 6:00 - 6:30[4]（その後、1983年頃に月曜 - 金曜 6:03から再放送実施[5]）
- 福井テレビ：月曜 17:25 - 17:55[6]
- KBS京都
- 奈良テレビ
- 山陰中央テレビ
- 中国放送
- 四国放送
- 長崎放送

### その他
- テレビ岩手（1989年頃に日曜 17:00 - 17:15にて放送[7]）
- 秋田放送（1991年頃に土曜 6:15 - 6:45にて放送[8]）
- 仙台放送（1989年頃に日曜 6:45 - 7:00にて放送。後に1992年12月6日より日曜 6:00 - 6:30にて30分版を放送[9]）
- 新潟総合テレビ（現・NST新潟総合テレビ、1982年11月頃に日曜 6:10 - 6:40にて放送[4]）
- 北日本放送（1987年頃に土曜 10:30 - 10:45にて放送[10]）
- 石川テレビ（1989年頃に月曜 11:00 - 11:15にて放送[11]）